# Yolgözler, Korkut
Yolgözler là một xã thuộc huyện Korkut, tỉnh Muş, Thổ Nhĩ Kỳ. Dân số thời điểm năm 2011 là 1.201 người.